# Пуховичский районный краеведческий музей
Пуховичский районный краеведческий музей (бел. Пухавіцкі раённы краязнаўчы музей) — комплекс музеев истории Пуховичского района Минской области Республики Беларусь.

## История
Основан в 1964 году, открыт в 1968 году как школьный музей в деревне Дукора, с 1969 года – народный, в 1974 году стал государственным. Организатором и первым директором был В. Н.Свистун.
С 1993 года музей располагается в агрогородке Блонь в усадебном доме просветителя А. О. Бонч-Осмоловского, где созданы экспозиции: “Жизнь и деятельность просветителей Бонч-Осмоловских”; “Народный быт края”; “Поселения Пуховиччины”; “В годы лихолетья. Война"; "Знаменитые люди края”; “Литературная Пуховиччина”; "Мемориальная комната Г. А. Бонч-Осмоловского".

Здесь находятся археологическая коллекция из раскопок городищ, материалы о земляках-участниках различных событий, орудия труда и домашнего обихода, интерьер крестьянского дома, орудия ручной обработки льна, разделки соломоплетения, резьбы по дереву, вышиванки, фотодокументы, книги, личные вещи знаменитых людей края. В музее представлено творчество писателей и поэтов – уроженцев Пуховиччины и тех, кто имел отношение к этому краю.

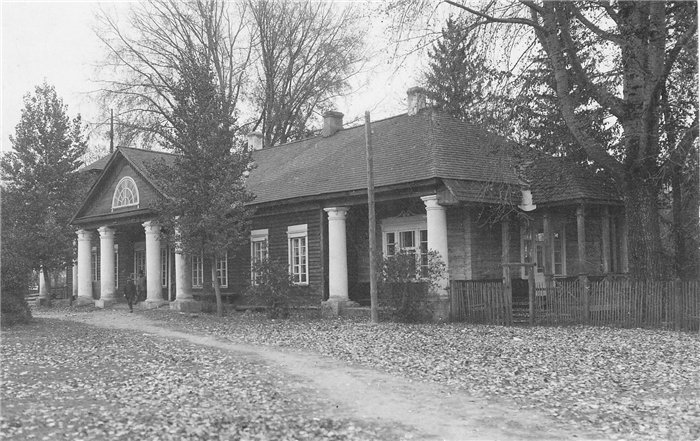
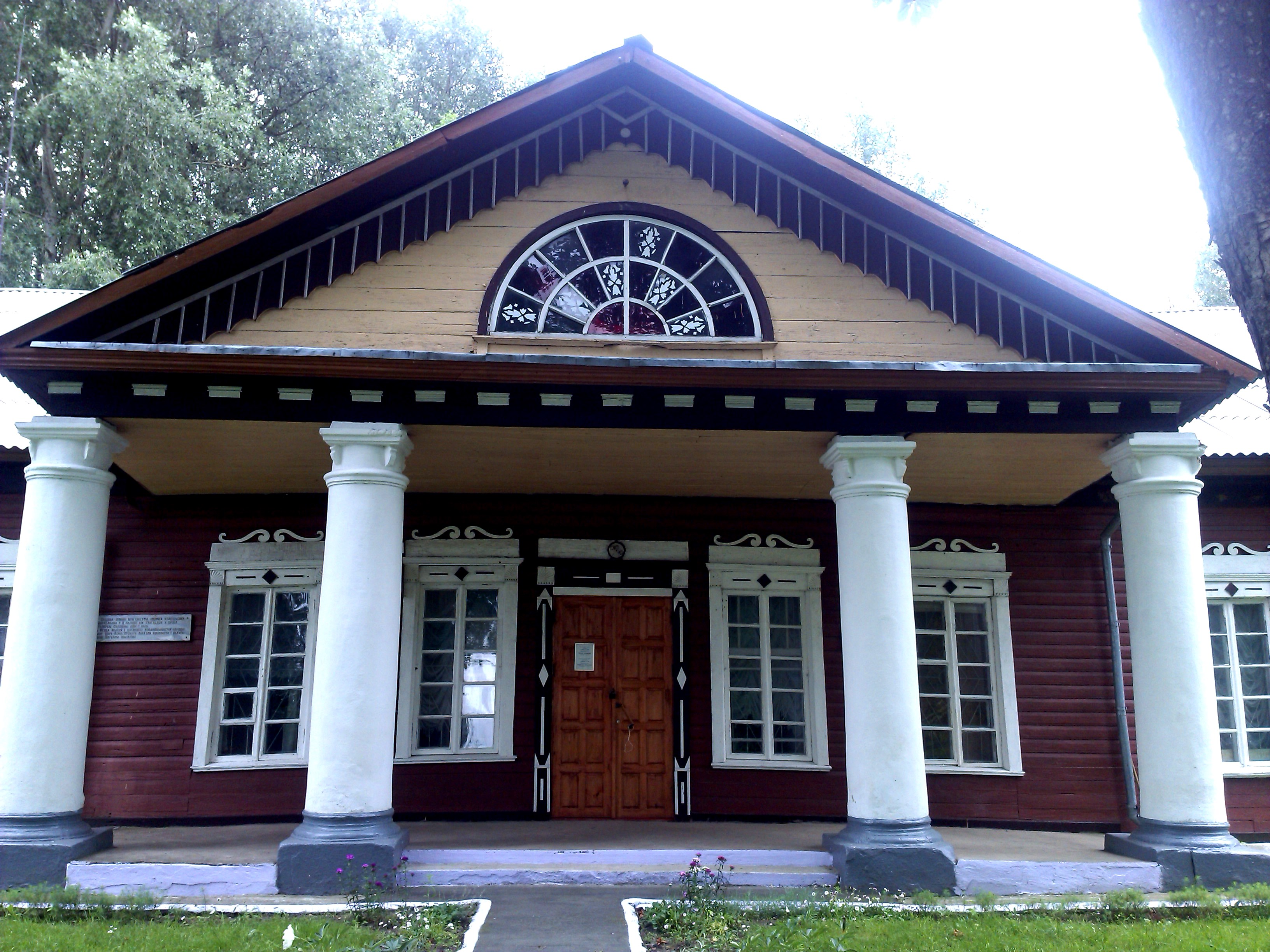
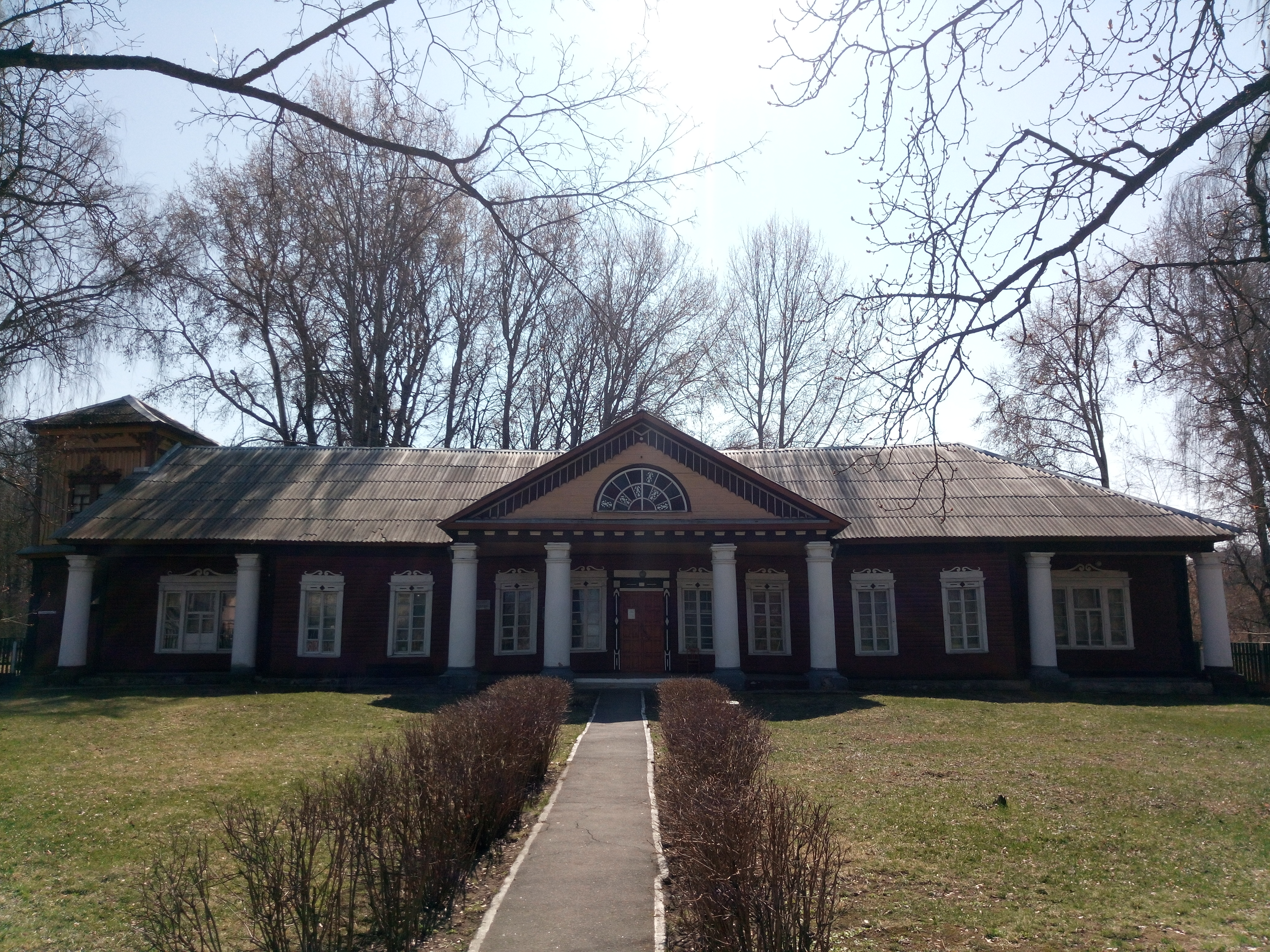
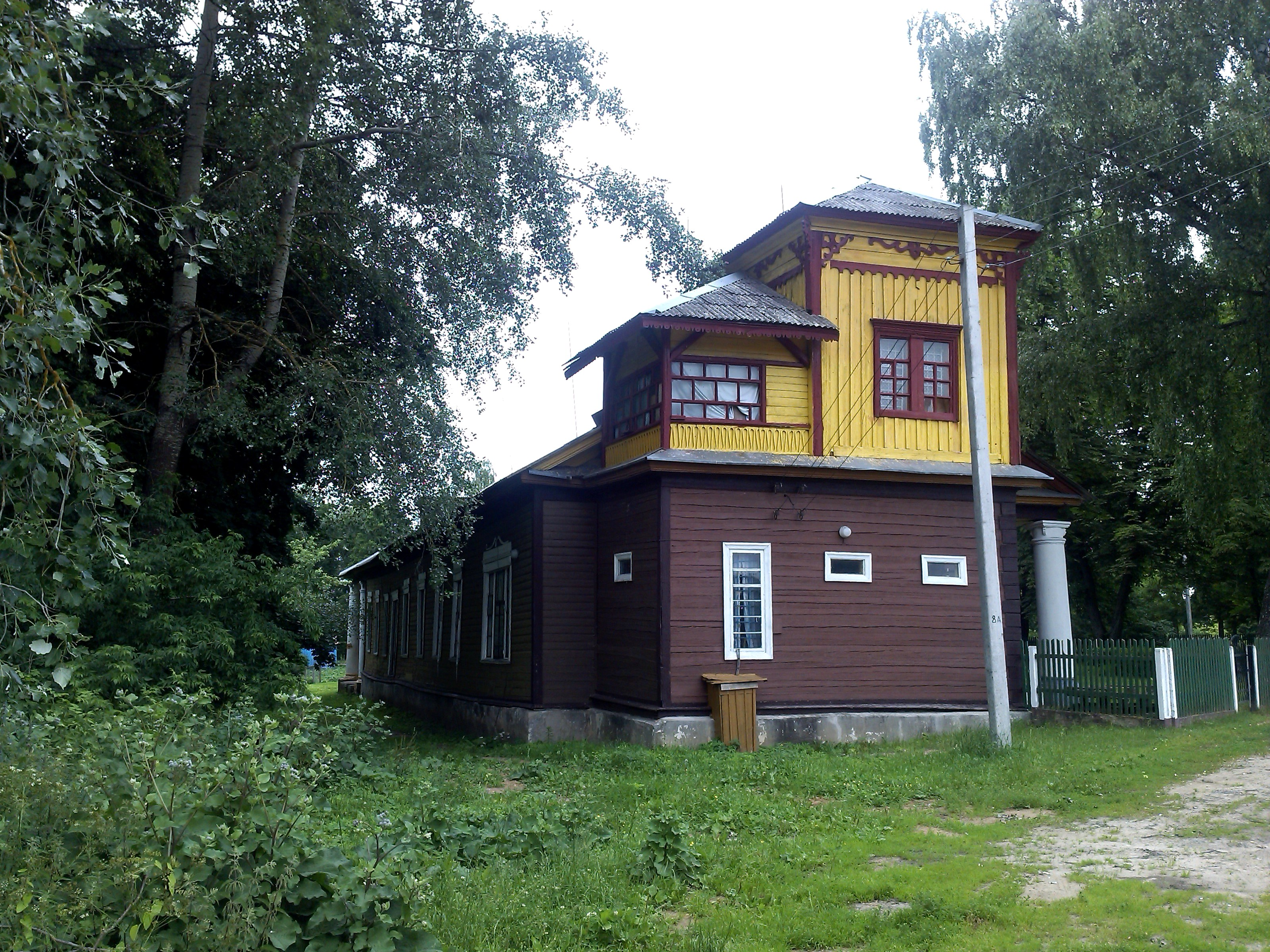
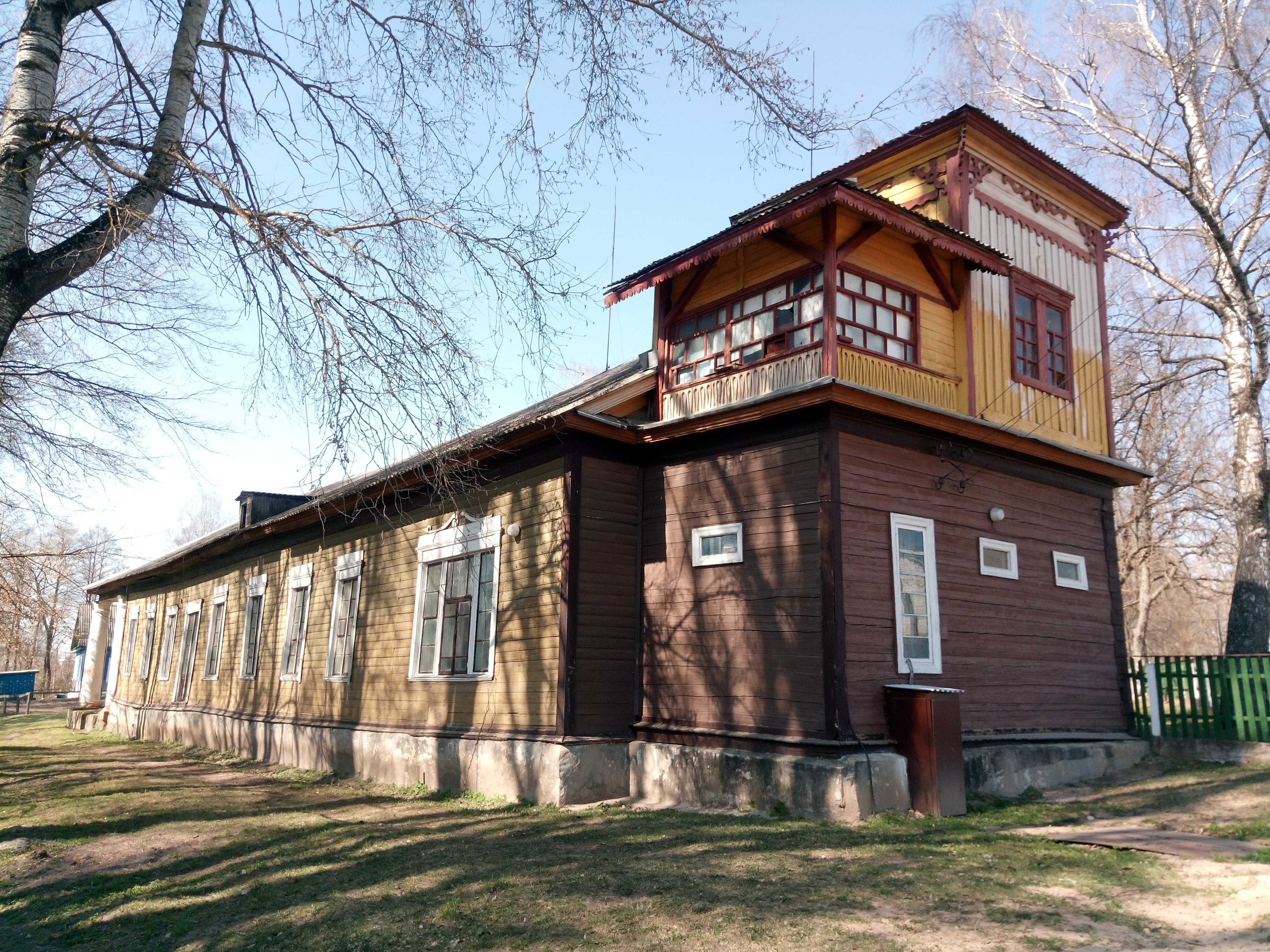
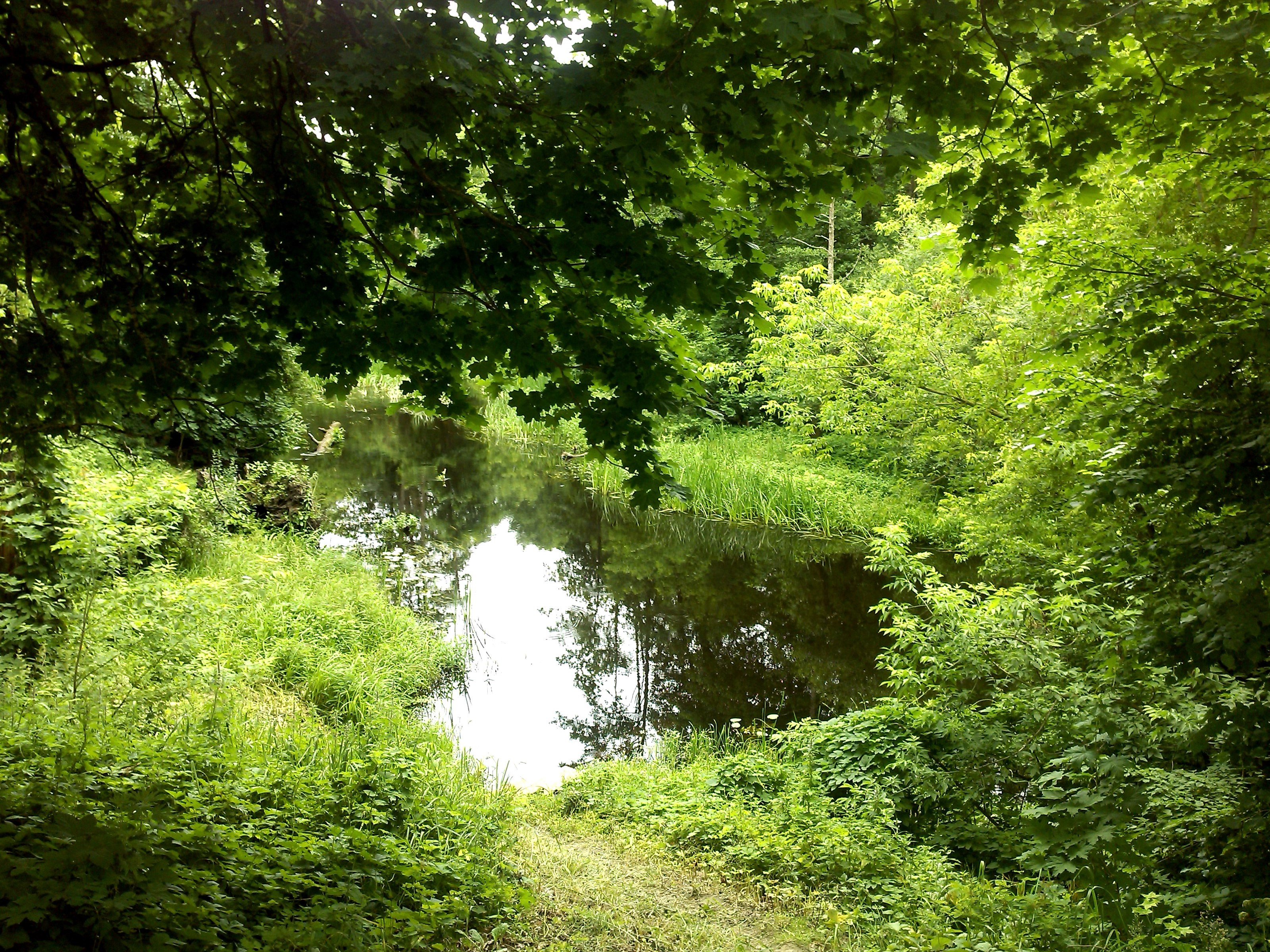
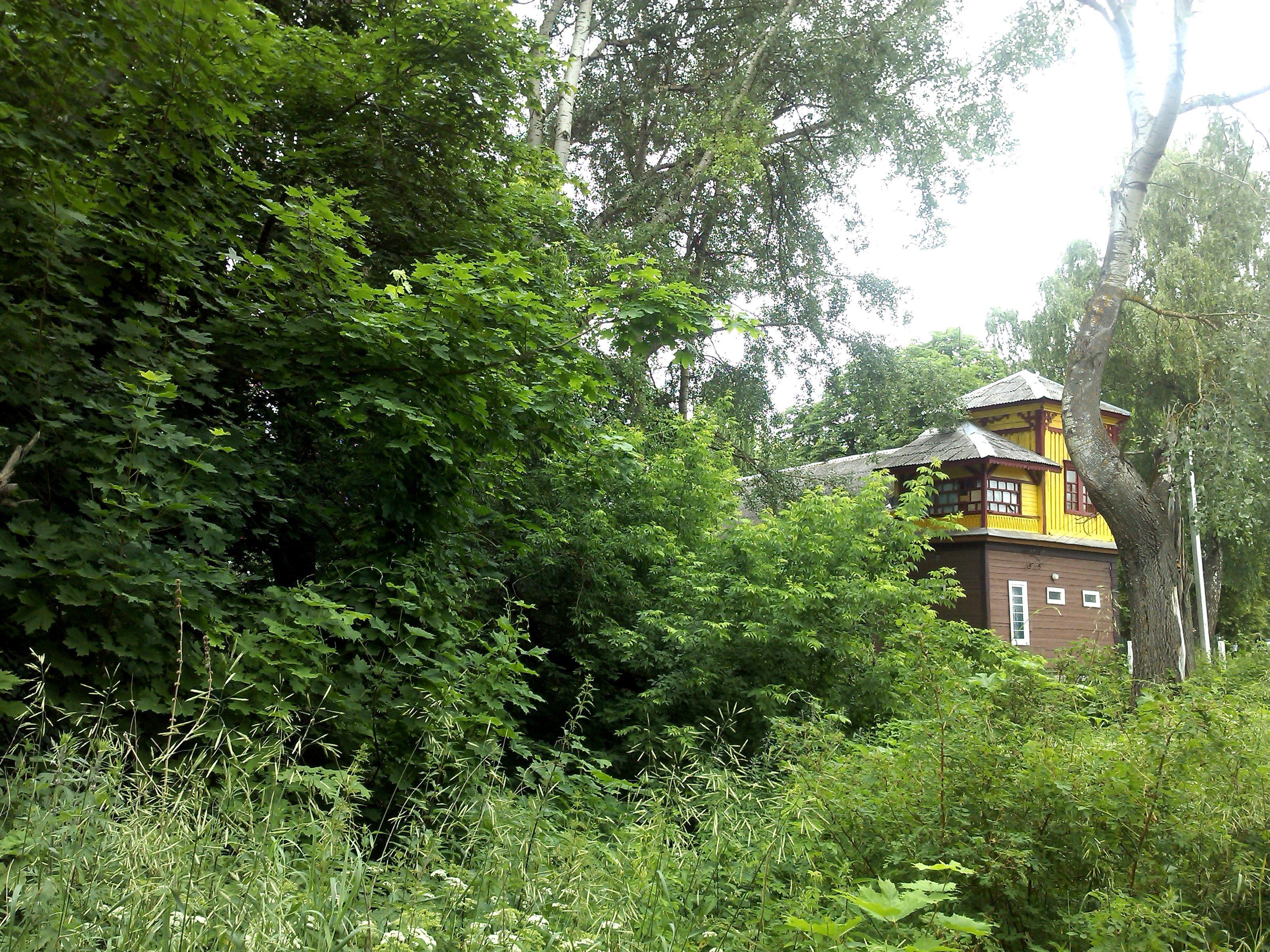
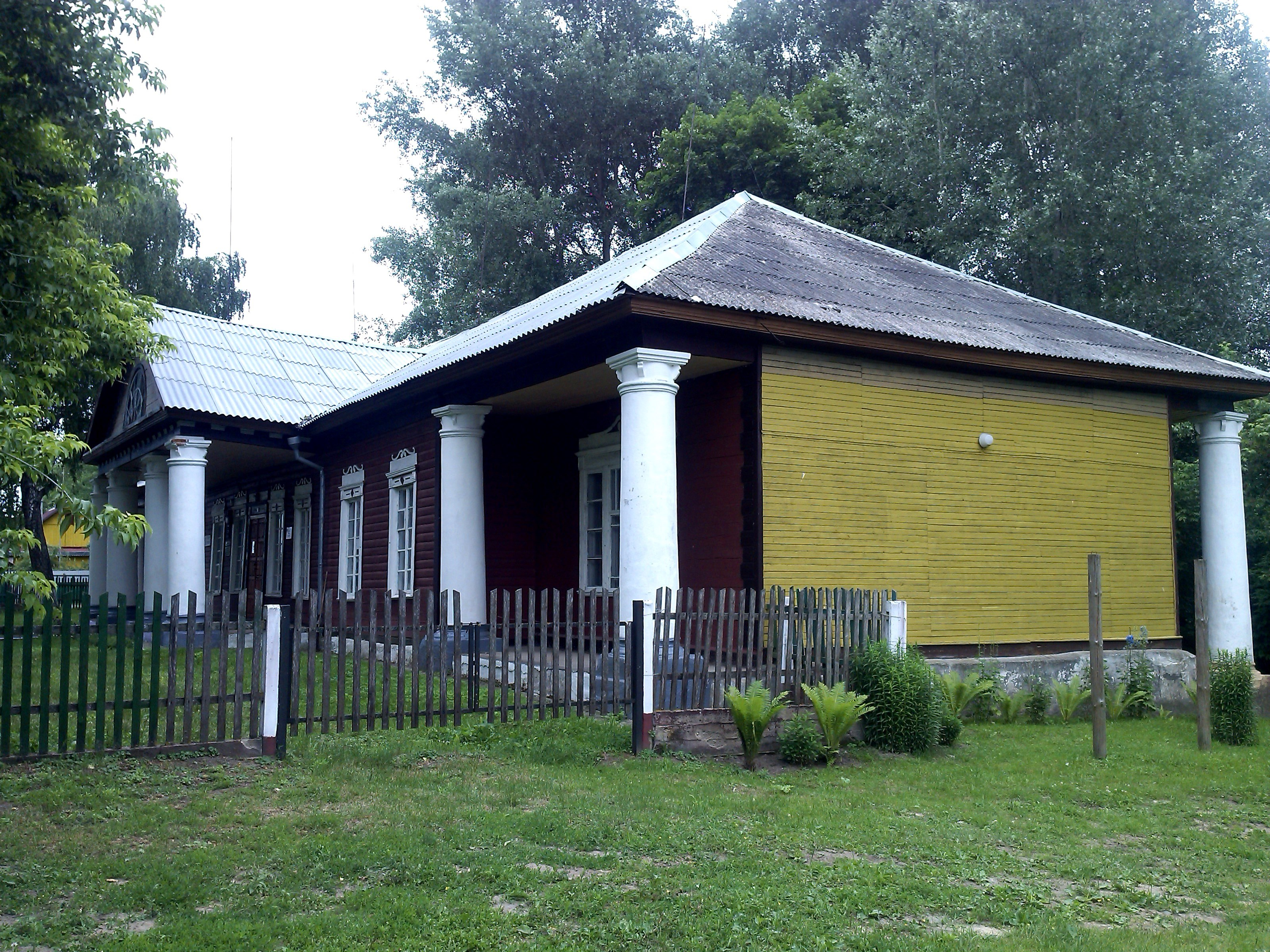
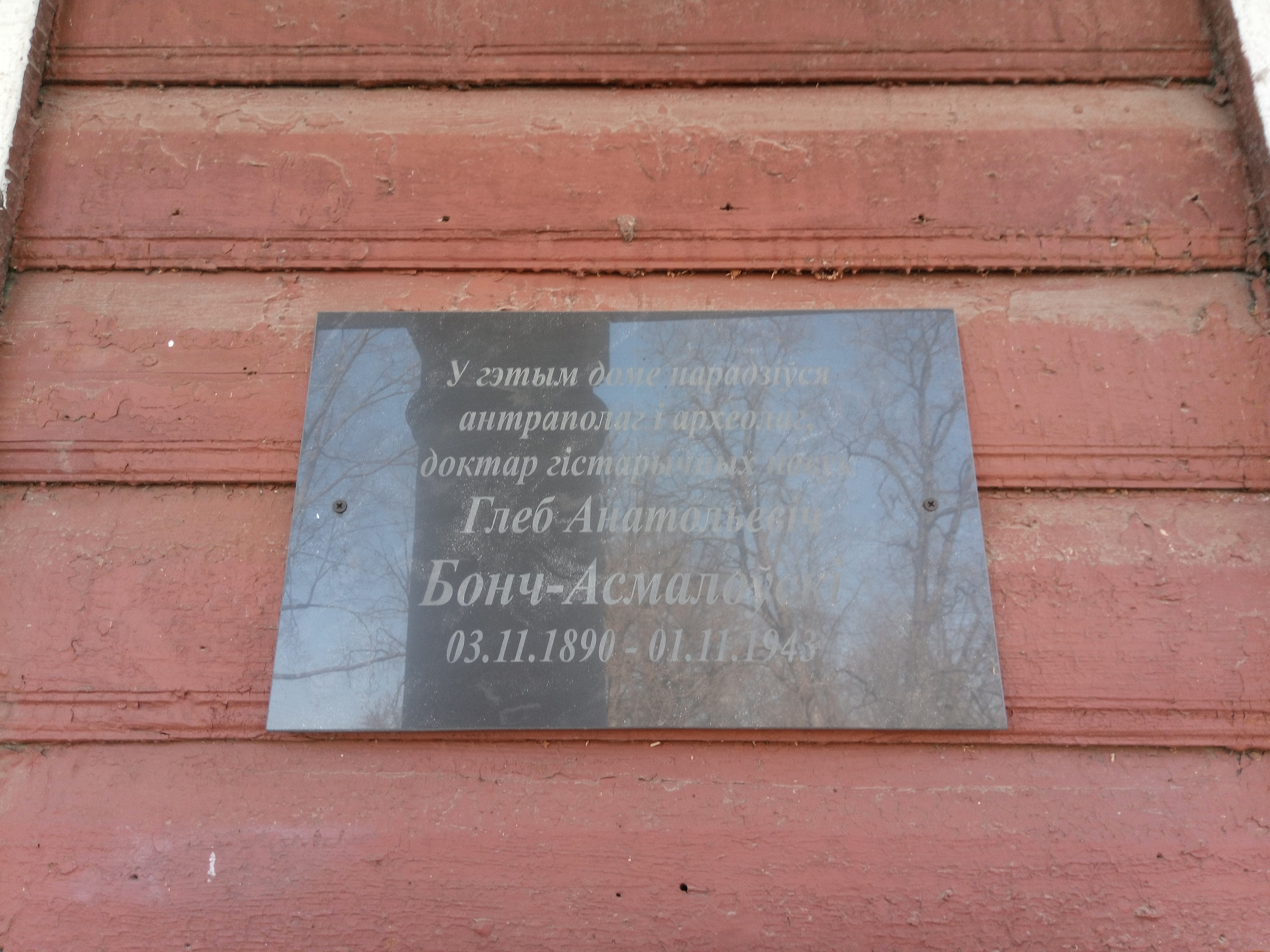
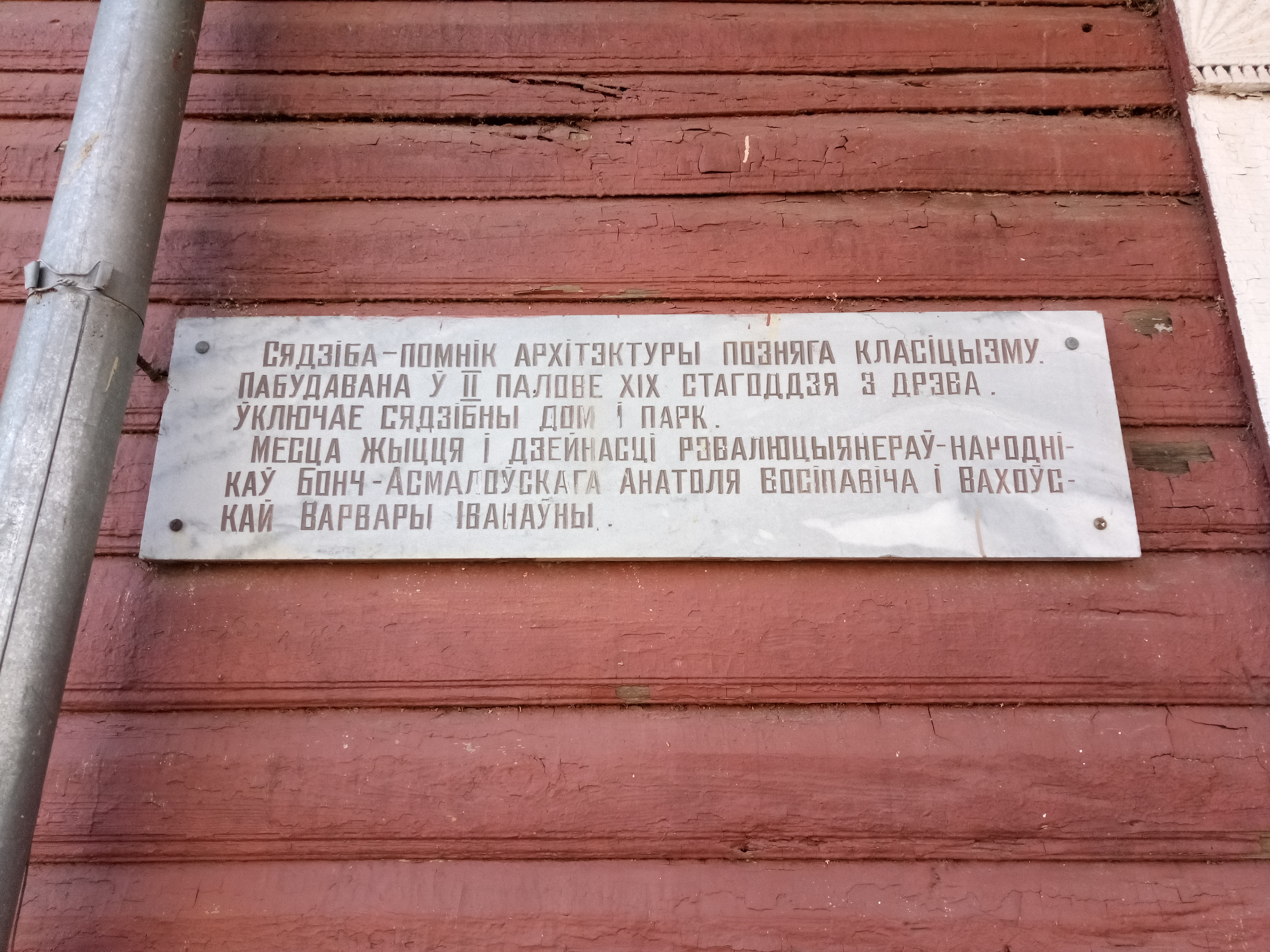
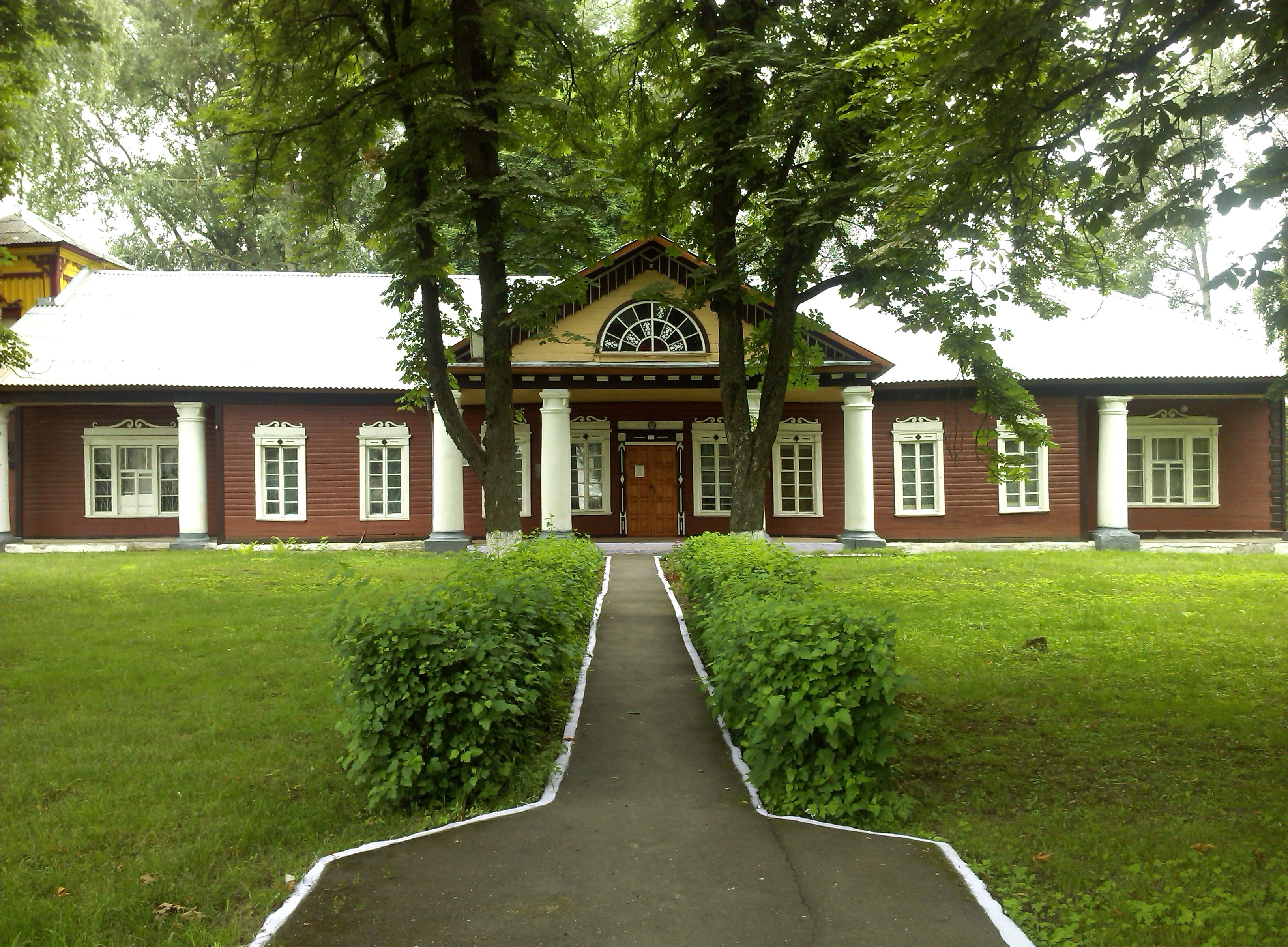
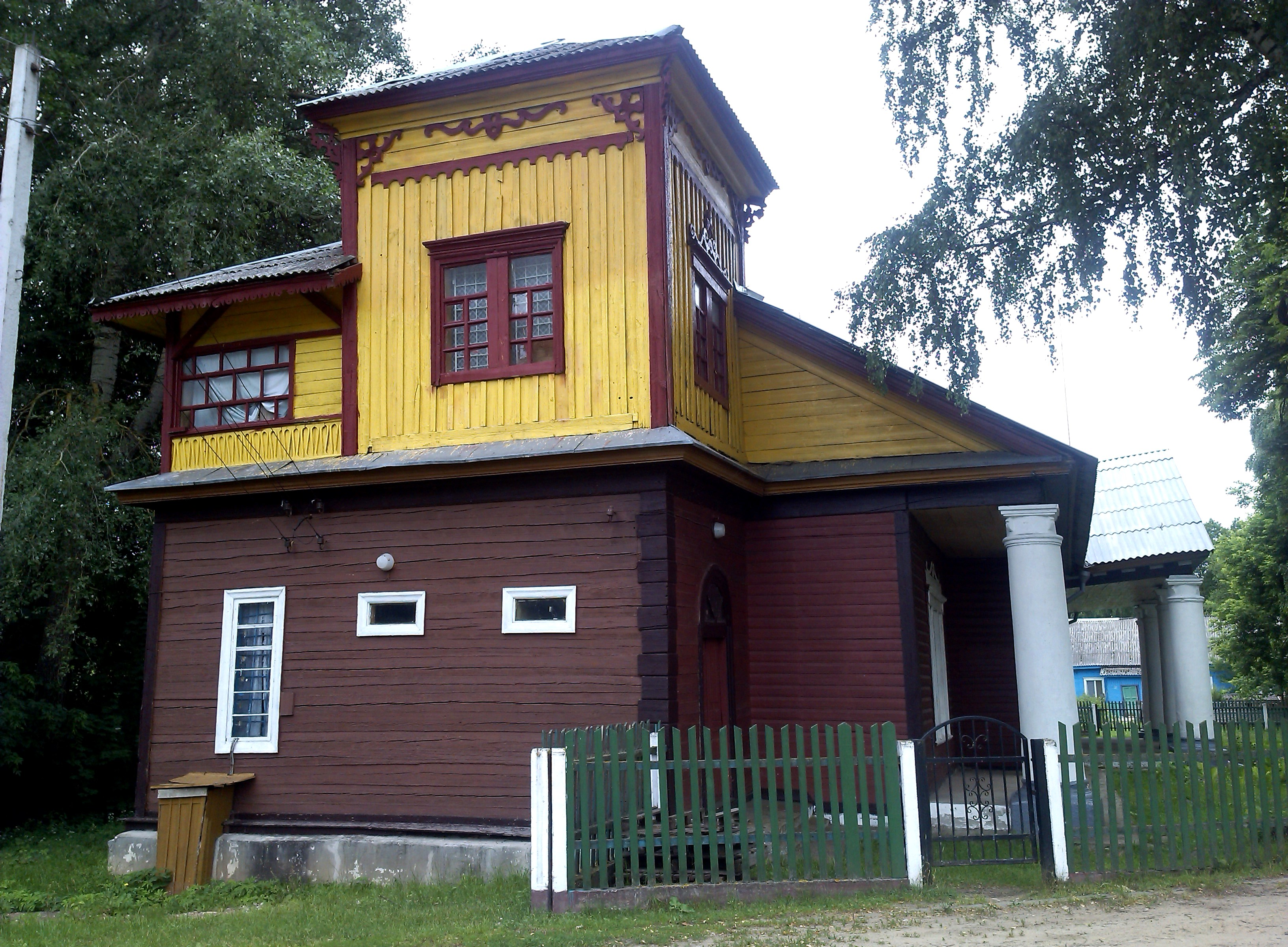

## Фонды
Общая площадь музея и его отделов составляет 1092 м2, экспозиционная – 739 м2, выставочная – 156 м2, под сохранение фондов – 79,6 м2. Количество основного фонда составляет 13 670 единиц, научно-вспомогательного – 8660.Музей имеет более 1,5 тыс. экспонатов. В экспозиции представлены уникальные предметы археологии раннего железного века и средневековья (археологическая и нумизматическая коллекции), обнаруженные во время раскопок на территории Пуховичского района, документы и книги из личной библиотеки семьи народников-революционеров Бонч-Осмоловских, которые являлись хозяевами имения — где сейчас расположен музей, материалы о земляках-участницах гражданской гражданской войны 1918-1920 гг. и Великой Отечественной войны, предметы узников лагерей смерти, личные вещи и награды воинов, партизан и Героев Советского Союза, композитора И. М. Лученка, коллекция рисунков и картин художника-партизана Г. Ф. Бржозовского, рукописные произведения писателя-земляка Василия Горбацевича, предметы ручной обработки льна и изделия из него XIX—начала ХХ вв., коллекция предметов крестьянского быта, изделия ткачества, соломоплетения, резьбы по дереву, экспозиция пчеловодства.

В марте 2022 года в ГУ "Пуховичский районный краеведческий музей" открыта постоянная экспозиция "Памяти жертв геноцида белорусского народа в годы Великой Отечественной войны". Центральное место в экспозиции занимает карта сожжённых деревень Пуховичского района.

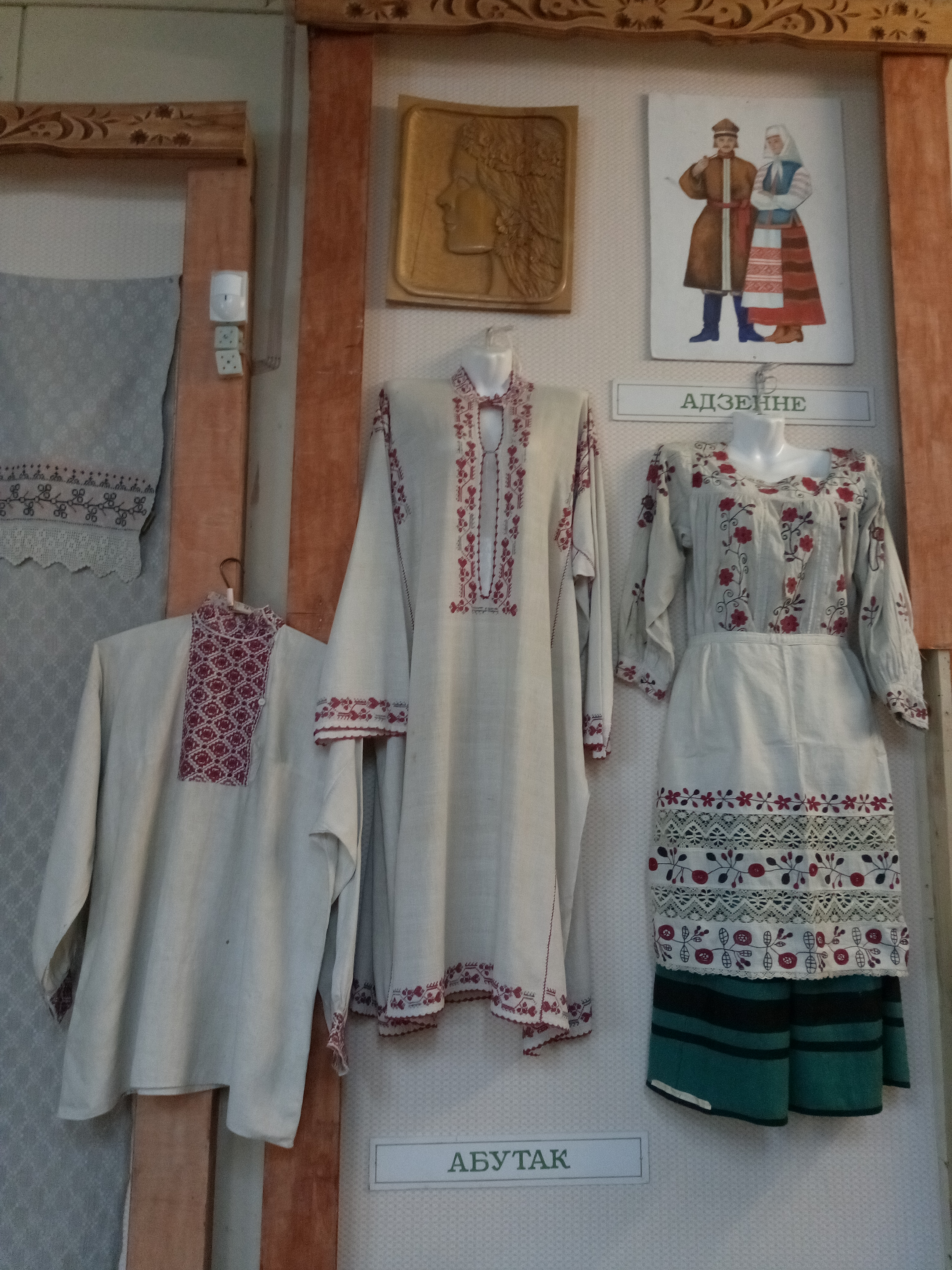
Экспозиция музея. Пуховичский строй
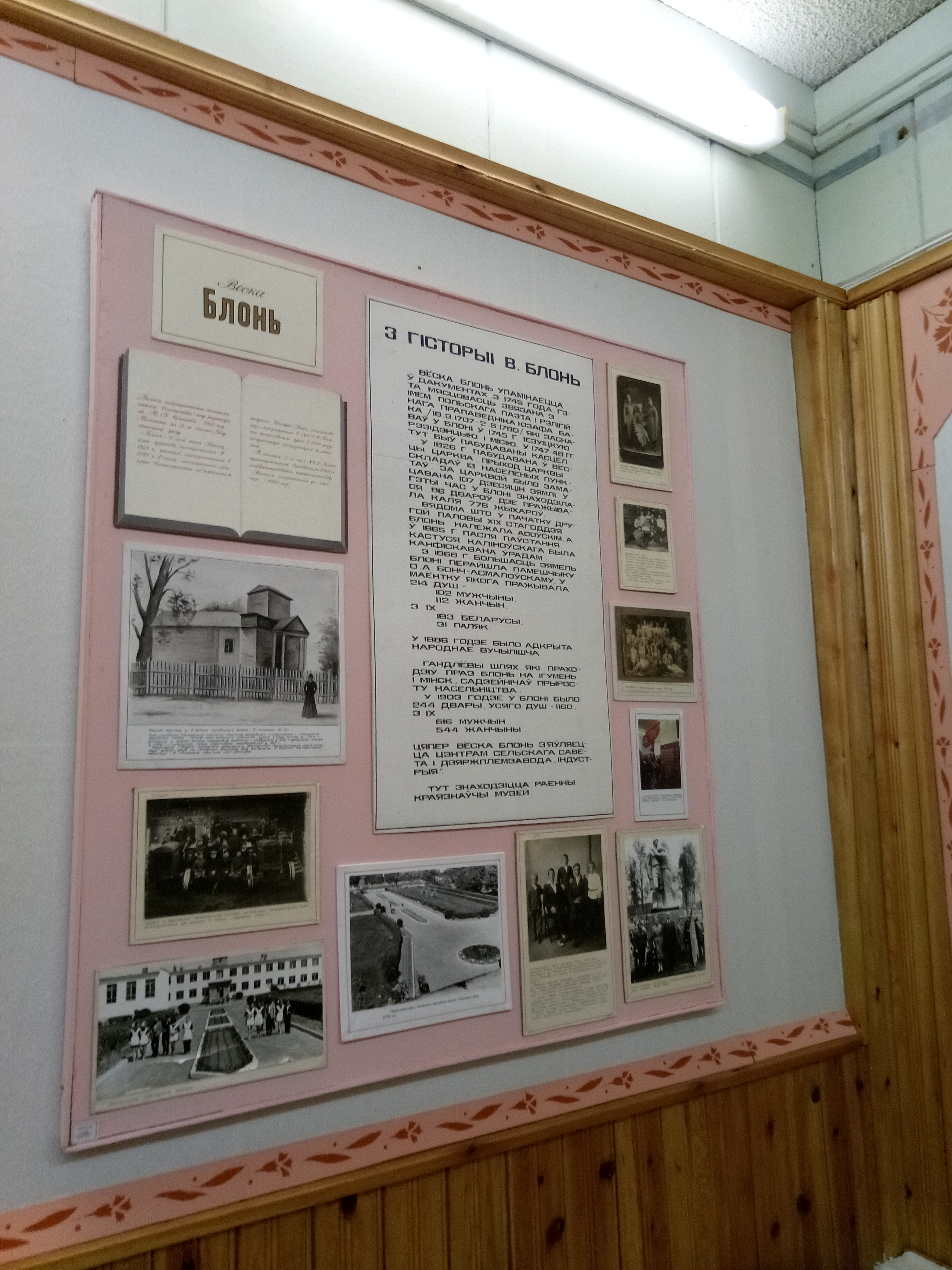
Экспозиция музея
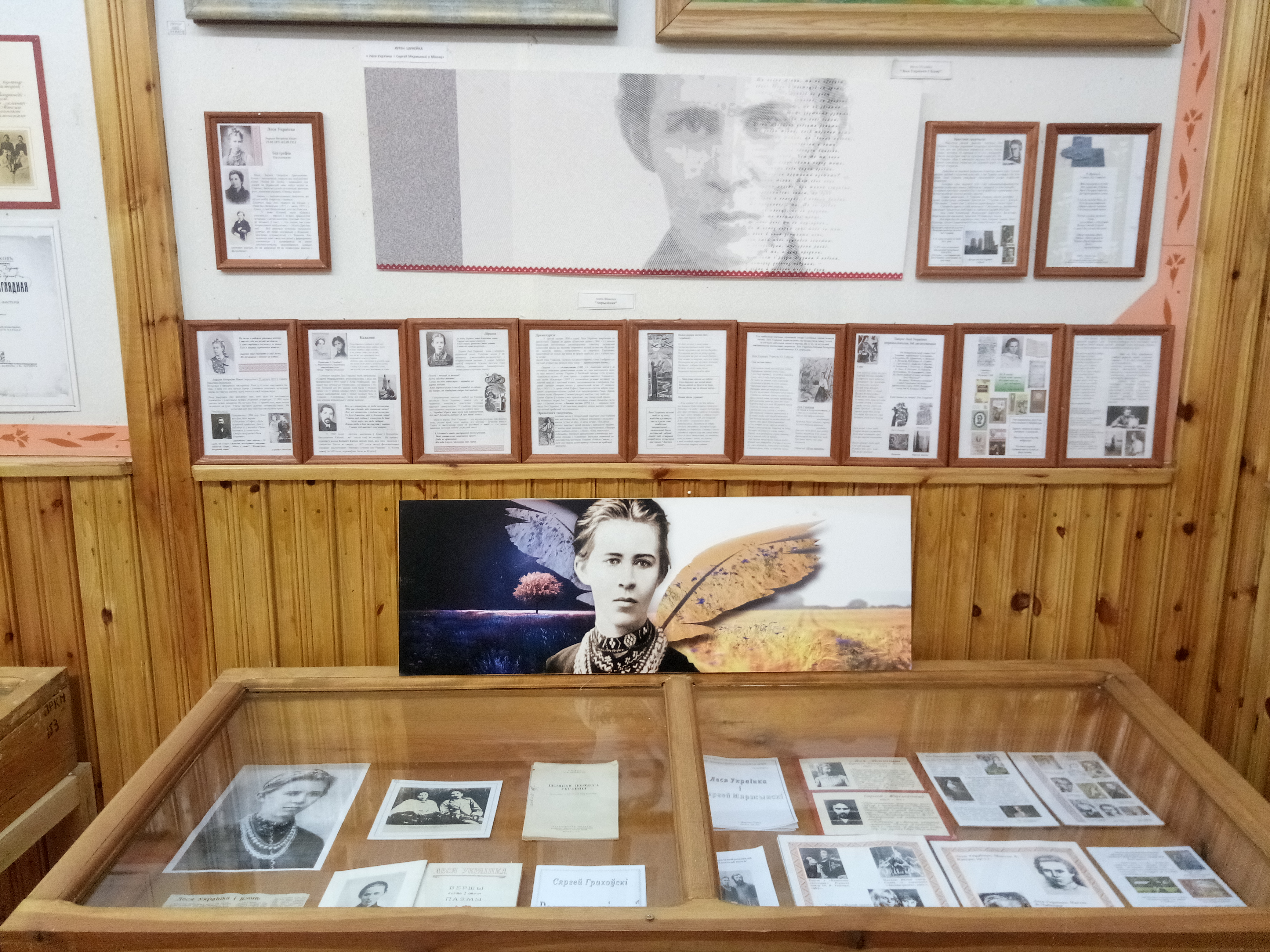
Экспозиция музея
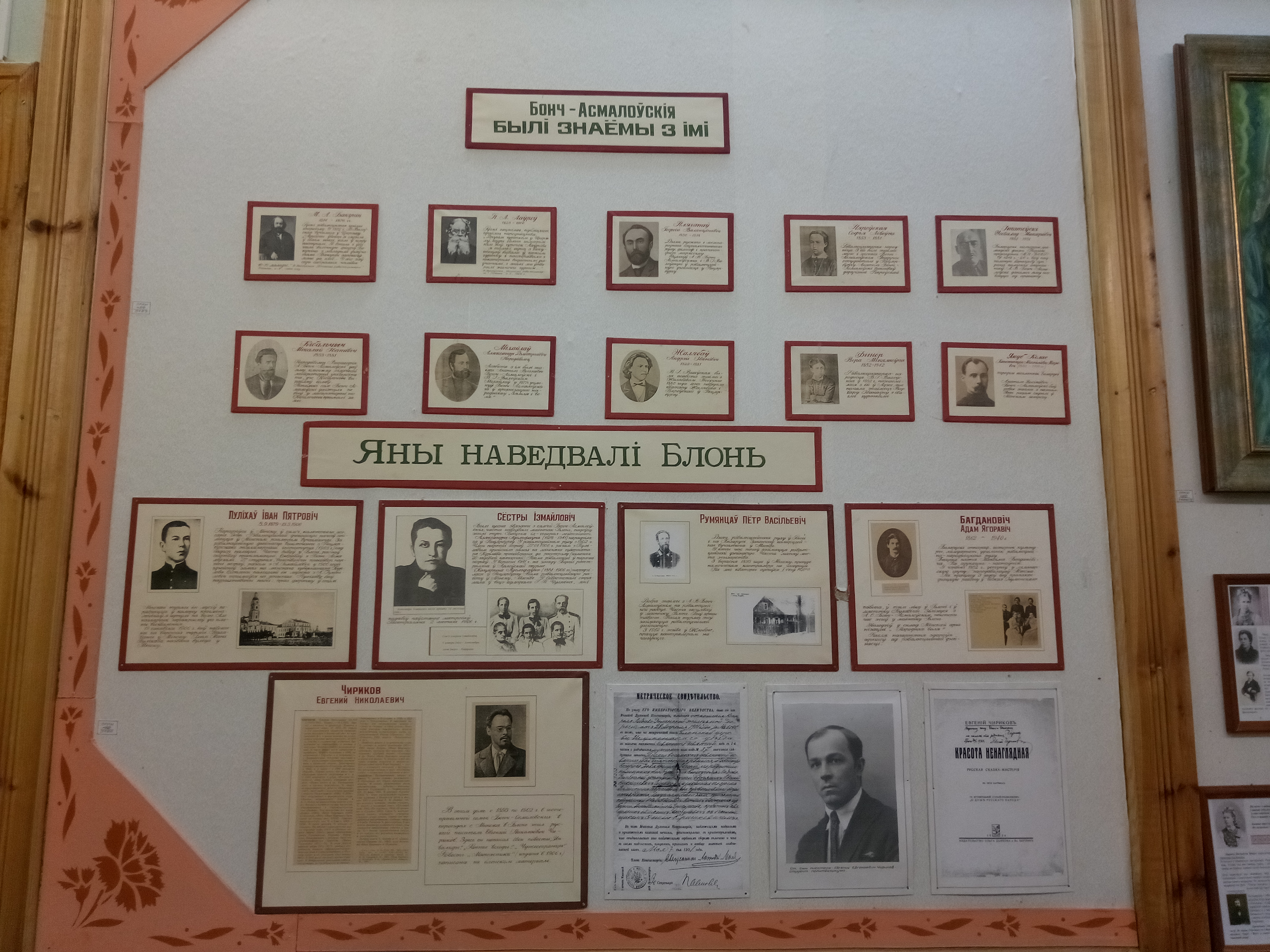
Экспозиция музея
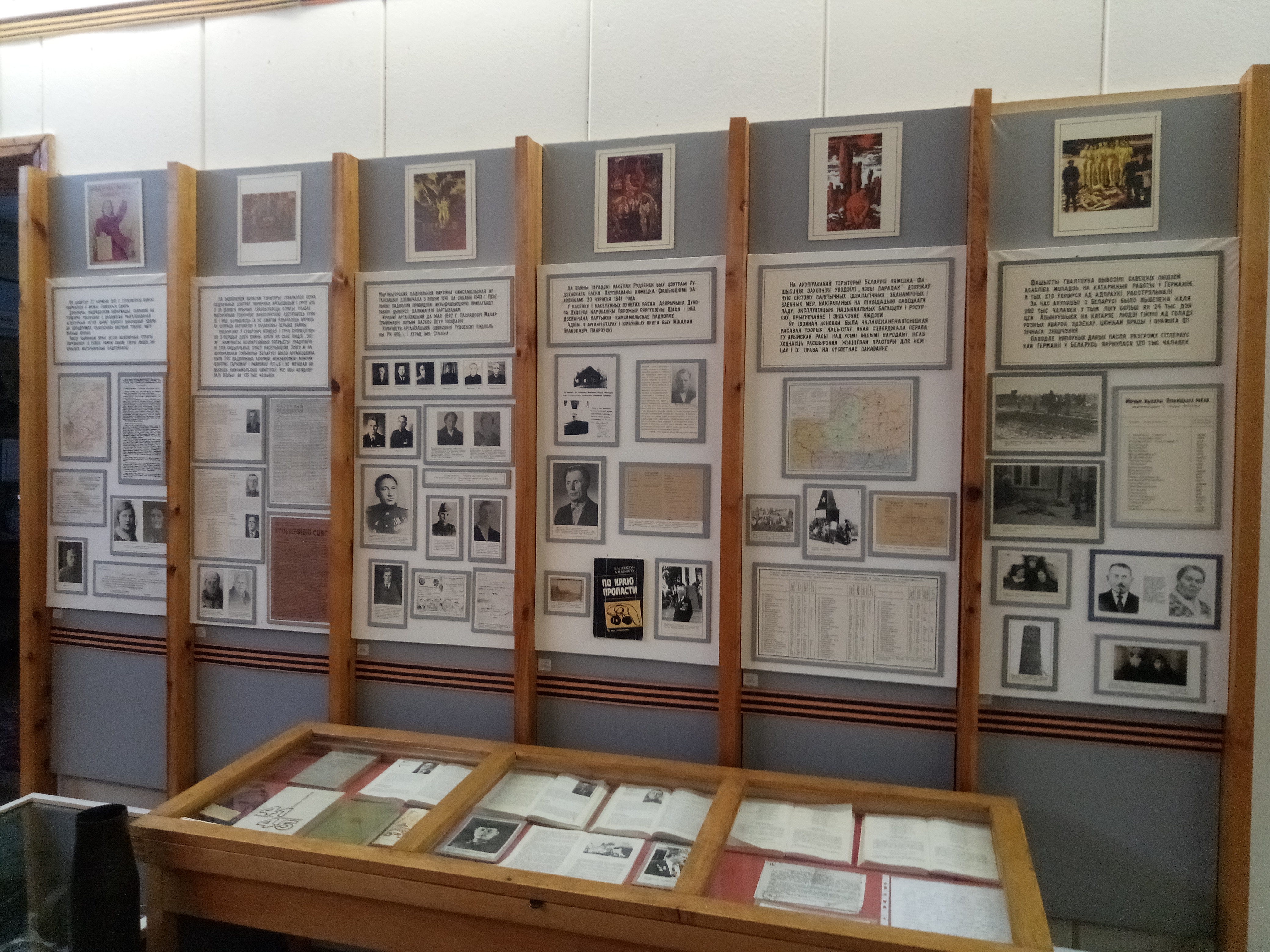
Экспозиция музея
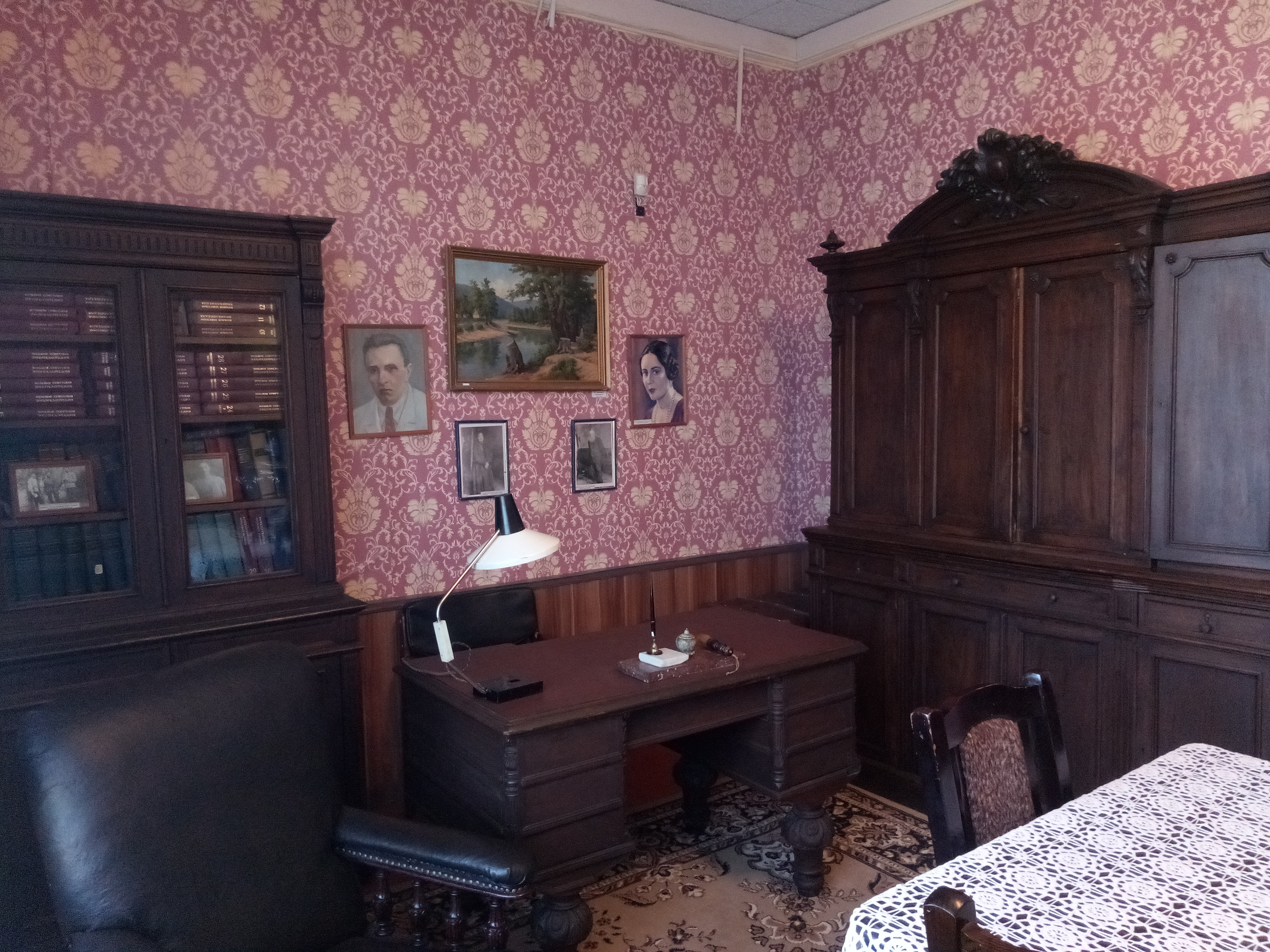
Экспозиция музея
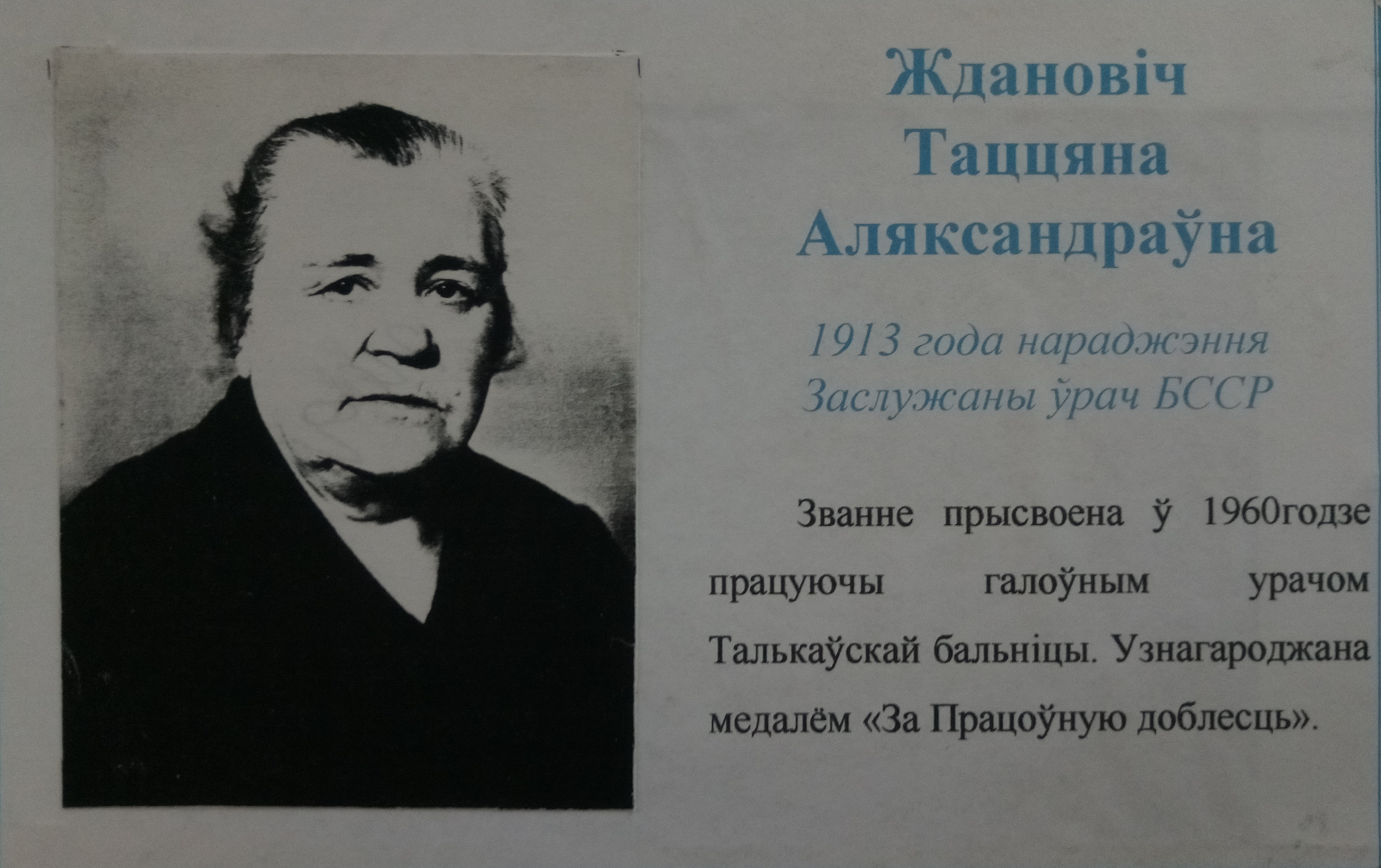
Экспозиция музея

## Отделы

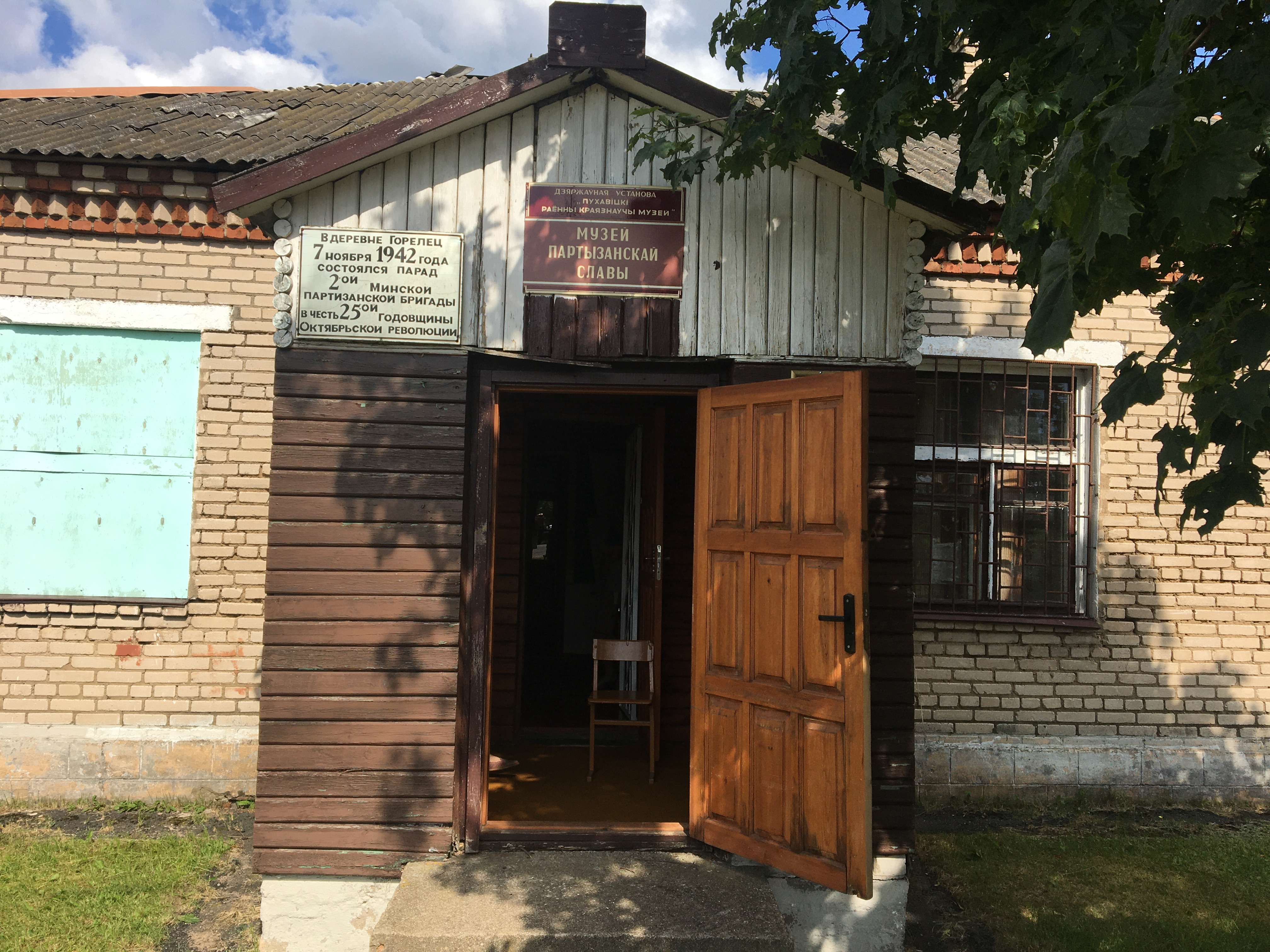
Блужа. Музей Героя Советского Союза Н. Чепика

### Музей Героя Советского Союза Николая Чепика
«Музей Героя Советского Союза Николая Чепика» — музей истории Героя Советского Союза Николя Чепика. Является отделом ГУ «Пуховичский районный краеведческий музей». Расположен в агрогородке Блужа Пуховичского района Минской области Республики Беларусь.
Музей рассказывает о детских, школьных годах, службе в Советской Армии и подвиге Николая Чепика в Афганистане, о 5-й бригаде специального назначения, о воинах-интернационалистах, об истории Блужи, её людях.

### Музей партизанской славы
«Музей партизанской славы» — музей о партизанском движении на территории Пуховичского района в годы Второй мировой войны. С 2001 года является отделом ГУ «Пуховичский районный краеведческий музей». Расположен в деревне Горелец Пуховичского района Минской области Республики Беларусь. Музей создал учитель истории Сергей Иванович Сипач.

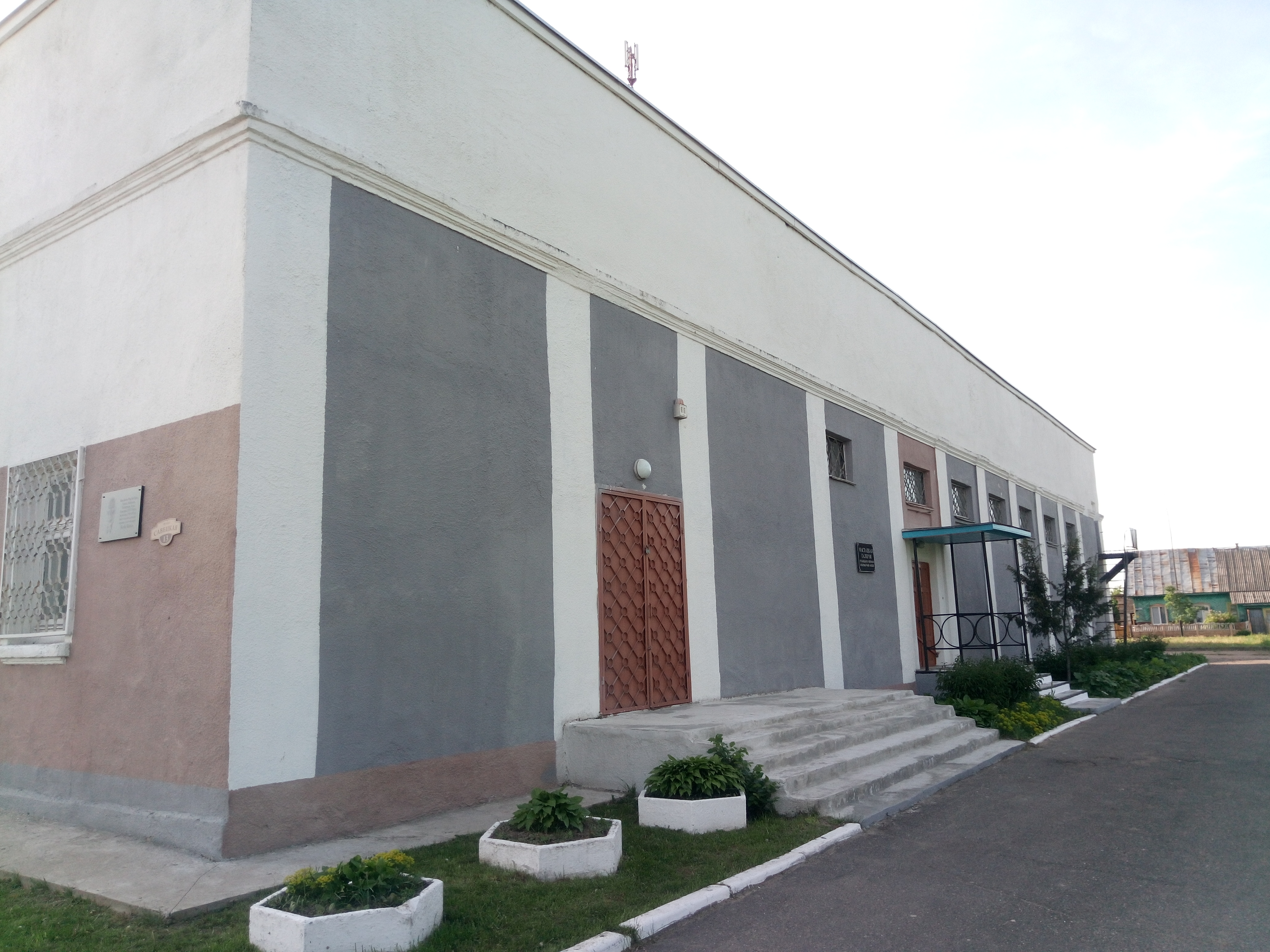
Марьина Горка. Музей и художественная галерея

Экспозиция музея рассказывает о партизанском движении на территории Пуховичского района в годы Второй мировой войны, о бригадах 2-й и 3-й Минских «Беларусь», «Буревестник», партизанских отрядах имени Сталина «Мститель», о писателе, подпольщике в годы войны М. Т. Последовиче и других известных людях края.

### Музей и художественная галерея
Музей «Герои и подвиги» и художественная галерея — являются отделом ГУ «Пуховичский районный краеведческий музей». Расположен в г. Марьина Горка Минской области Республики Беларусь.
В художественной галерее есть три выставочных зала. Литературная комната поэта, драматурга Алеся Бачило; экспозиция «Якуб Колас: природа и люди родного края»; зал «природа». В экспозиции отдела представлены живопись и графика профессиональных художников-уроженцев Пуховичского района — Василия Барташевича, Леонида Левченко, Александра Финского и причастных к району: Леонида Гомонова, Василия Высочина, Генриха Бржозовского. Посетив экспозицию «Якуб Колас: природа и люди родного края», можно подробно познакомиться о нахождении народного поэта в летний период в живописных уголках Пуховщины в довоенный и послевоенный периоды.